# Ecuația Hamilton–Jacobi
În matematică, ecuația Hamilton–Jacobi descrie o condiție necesară de extrem geometric în generalizarea problemelor calculului variațional. În fizică, ea este o reformulare a mecanicii clasice și ca atare echivalentă cu alte formulări, precum mecanica newtoniană, mecanica lagrangiană și mecanica hamiltoniană. În particular, ecuația Hamilton–Jacobi este folositoare la identificarea mărimilor care se conservă într-un sistem mecanic, ceea ce este posibil chiar și în cazul în care problema mecanică nu poate fi rezolvată complet.
De asemenea, ecuația Hamilton–Jacobi este singura formulare din mecanică în care mișcarea unui sistem de particule este descrisă într-un formalism asemănător cu propagarea unei unde. În acest sens, a fost atins un obiectiv al fizicii teoretice (datând din secolul 18 de la Johann Bernoulli): găsirea unei analogii între propagarea luminii și mișcarea unei particule. Ecuația de undă pentru sistemele mecanice este similară, dar nu identică, cu ecuația lui Schrödinger; din acest motiv, ecuația Hamilton–Jacobi înlesnește abordarea mecanicii cuantice, pornind de la mecanica clasică.

## Formularea matematică
Ecuația Hamilton–Jacobi este o ecuație cu derivate parțiale neliniare de ordinul întâi pentru o funcție {\displaystyle S(q_{1},\dots ,q_{N};t)}, numită funcția principală a lui Hamilton:
{\displaystyle H\left(q_{1},\dots ,q_{N};{\frac {\partial S}{\partial q_{1}}},\dots ,{\frac {\partial S}{\partial q_{N}}};t\right)+{\frac {\partial S}{\partial t}}=0.}
Această ecuație derivă din mecanica Hamiltoniană prin tratarea funcției {\displaystyle S} ca funcție generatoare pentru o tranformare canonică a Hamiltonianului {\displaystyle H(q_{1},\dots ,q_{N};p_{1},\dots ,p_{N};t)}. Impulsul generalizat corespunzător primei derivate a funcției {\displaystyle S}, în funcție de coordonatele generalizate este:
{\displaystyle p_{k}={\frac {\partial S}{\partial q_{k}}}.}
Schimarea în acțiune de la o traiectorie la alta apropiată este dată de ecuația:
{\displaystyle \delta S=\sum _{k=1}^{N}\left[{\frac {\partial L}{\partial {\dot {q}}_{k}}}\delta q_{k}\right]_{t_{1}}^{t_{2}}+\sum _{k=1}^{N}\int _{t_{1}}^{t_{2}}\left({\frac {\partial L}{\partial q_{k}}}-{\frac {d}{dt}}{\frac {\partial L}{\partial {\dot {q}}_{k}}}\right)\delta q_{k}\,dt.}
Deoarece traiectoria mișcării actuale satisface ecuația Euler-Lagrange, variația {\displaystyle \delta S} este zero. În primul termen al ecuației punem {\displaystyle \delta q_{k}(t_{1})=0}, iar valoarea {\displaystyle \delta q_{k}(t_{2})} o notăm simplu prin {\displaystyle \delta q_{k}}. Înlocuind {\displaystyle \partial L/\partial {\dot {q}}_{k}} prin {\displaystyle p_{k}}, obținem în final:
{\displaystyle \delta S=\sum _{k=1}^{N}p_{k}\delta q_{k}}.
Pornind de la această relație urmează că, derivatele parțiale ale acțiunii în funcție de coordonate sunt egale cu impulsurile generalizate corespunzătoare.
Similar, coordonatele generalizate pot fi obținute prin derivarea acțiunii {\displaystyle S}, în funcție de impulsurile generalizate.
Prin inversarea acestor ecuatii, se poate determina evoluția unui sistem mecanic, adică, putem determina coordonatele generalizate ca funcții de timp. Pozițiile și vitezele inițiale apar drept constante de integrare ale soluției {\displaystyle S}, corespunzând mărimilor care se conservă în timpul evoluției sistemului mecanic, precum energia, momentul unghiular, sau vectorul Laplace-Runge-Lenz.

## Comparația cu alte formule din mecanică
Ecuația Hamilton-Jacobi este o ecuație cu derivate parțiale de ordinul întâi a acțiunii {\displaystyle S} în funcție de {\displaystyle N} coordonate generalizate {\displaystyle q_{1},\dots ,q_{N}} și timpul t. Impulsurile generalizate nu apar în {\displaystyle S}, ci numai în derivatele lui {\displaystyle S}. Remarcabil este faptul că, funcția {\displaystyle S} este egală cu acțiunea clasică.
Pentru comparație, nici în ecuația de mișcare echivalentă Euler-Lagrange din mecanica Lagrangiană nu apar impulsurile generalizate. Totuși, ele formează un sistem de N ecuații cu derivate de ordinul al doilea în funcție de coordonatele generalizate și timp. O altă comparație este aceea cu ecuația de mișcare a lui Hamilton, care este de fapt un sistem de 2N ecuații de ordinul întâi în funcție de coordonatele generalizate, impulsurile generalizate {\displaystyle p_{1},\dots ,p_{N}} și timp.
Deoarece ecuația Hamilton-Jacobi este o expresie echivalentă a problemelor de miminizare a integralelor, precum principiul lui Hamilton, ea poate fi folositoare și în alte probleme de calcul variațional, sau mai general, în alte ramuri ale matematicii sau fizicii, precum sistemele dinamice, geometria simplectică sau haosului cuantic. De exemplu, ecuația Hamilton-Jacobi este folositoare la determinarea geodezicelor pe o mulțime Riemanniană, care este o problemă importantă variațională din geometria Riemanniană.

## Notație
Pentru a fi conciși, folosim variabile îngroșate, precum {\displaystyle \mathbf {q} }, pentru a reprezenta cele {\displaystyle N} coordonate generalizate:
{\displaystyle \mathbf {q} \ {\stackrel {\mathrm {def} }{=}}\ (q_{1},q_{2},\ldots ,q_{N-1},q_{N})}
care nu se transformă neapărat printr-o rotație ca un vector. Produsul scalar este definit aici drept suma produselor componentelor corespunzătoare, adică:
{\displaystyle \mathbf {p} \cdot \mathbf {q} \ {\stackrel {\mathrm {def} }{=}}\ \sum _{k=1}^{N}p_{k}q_{k}.}

## Derivări
Orice transformare canonică implică o funcție generatoare {\displaystyle G_{2}(\mathbf {q} ,\mathbf {P} ,t)}, care conduce la relațiile:
{\displaystyle \qquad {\partial G_{2} \over \partial \mathbf {q} }=\mathbf {p} ,\qquad {\partial G_{2} \over \partial \mathbf {P} }=\mathbf {Q} ,\qquad K=H+{\partial G_{2} \over \partial t}}
Pentru a deriva ecuația Hamilton-Jacobi, alegem o funcție generatoare {\displaystyle S(\mathbf {q} ,\mathbf {P} ,t)} care face noul Hamiltonian {\displaystyle K} egal cu zero. Astfel că, toate derivatele sale sunt de asemenea zero, iar Hamiltonianul devine trivial:
{\displaystyle {d\mathbf {P}  \over dt}={d\mathbf {Q}  \over dt}=0}
adică, noile coordonate și impulsuri generalizate sunt constante. Noul impuls generalizat {\displaystyle \mathbf {P} } este notat prin {\displaystyle \alpha _{1},\alpha _{2},\ldots ,\alpha _{N-1},\alpha _{N}}, adică, {\displaystyle P_{m}=\alpha _{m}}.
Atunci, ecuația Hamilton-Jacobi rezultă din ecuația transformată {\displaystyle K}:
{\displaystyle K(\mathbf {Q} ,\mathbf {P} ,t)=H(\mathbf {q} ,\mathbf {p} ,t)+{\partial S \over \partial t}=0.}
care este echivalentă cu ecuația:
{\displaystyle H\left(\mathbf {q} ,{\partial S \over \partial \mathbf {q} },t\right)+{\partial S \over \partial t}=0,}
deoarece {\displaystyle \mathbf {p} =\partial S/\partial \mathbf {q} }.
Noile coordonate generalizate {\displaystyle \mathbf {Q} } sunt de asemenea constante, notate cu {\displaystyle \beta _{1},\beta _{2},\ldots ,\beta _{N-1},\beta _{N}}. Odată ce le-am rezolvat pentru {\displaystyle S(\mathbf {q} ,{\boldsymbol {\alpha }},t)}, se obțin ecuațiile: 
{\displaystyle \mathbf {Q} ={\boldsymbol {\beta }}={\partial S \over \partial {\boldsymbol {\alpha }}}}
sau, pentru claritate, scrise pentru componentele lui {\displaystyle \mathbf {Q} }:
{\displaystyle Q_{m}=\beta _{m}={\frac {\partial S(\mathbf {q} ,{\boldsymbol {\alpha }},t)}{\partial \alpha _{m}}}}
Aceste {\displaystyle N} ecuații pot fi inversate pentru a găsi coordonatele generalizate originale {\displaystyle \mathbf {q} } ca funcții de constantele {\displaystyle {\boldsymbol {\alpha }}} și {\displaystyle {\boldsymbol {\beta }}}, astfel putând rezolva problema originală.

## Separarea variabilelor
Ecuația Hamilton-Jacobi este foarte folositoare când poate fi rezolvată via variabilelor separabile aditive, care identifică direct constantele de mișcare. De exemplu, timpul t poate fi separat dacă Hamiltonianul nu depinde explicit de timp. Î acest caz, derivata funcție de timp {\displaystyle {\frac {\partial S}{\partial t}}} trebuie să fie o constantă, notată cu {\displaystyle -E}, dând soluția:
{\displaystyle S=W(q_{1},\dots ,q_{N})-Et}
în care, funcția independentă de timp {\displaystyle W(\mathbf {q} )} este numită uneori și funcția caracteristică a lui Hamilton. Atunci, ecuația Hamilton–Jacobi redusă poate fi scrisă astfel:
{\displaystyle H\left(\mathbf {q} ,{\frac {\partial S}{\partial \mathbf {q} }}\right)=E}
Pentru a ilustra separabilitatea și pentru alte variabile presupunem că, oricare coordonată generalizată {\displaystyle q_{k}} și derivata ei {\displaystyle {\frac {\partial S}{\partial q_{k}}}} apar împreună în Hamiltonian ca o singură funcție {\displaystyle \psi \left(q_{k},{\frac {\partial S}{\partial q_{k}}}\right)}, iar H se scrie:
{\displaystyle H=H(q_{1},\dots ,q_{k-1},q_{k+1},\ldots ,q_{N};p_{1},\dots ,p_{k-1},p_{k+1},\ldots ,p_{N};\psi ;t)}
În acest caz, funcția {\displaystyle S} poate fi despărțită în două funcții, una care depinde numai de {\displaystyle q_{k}} și alta care depinde numai de coordonatele generalizate rămase:
{\displaystyle S=S_{k}(q_{k})+S_{rem}(q_{1},\dots ,q_{k-1},q_{k+1},\ldots ,q_{N};t)}
Substituția acestor formule în ecuația Hamiton-Jacobi arată că funcția {\displaystyle \psi } trebuie să fie o constantă, aici notată cu {\displaystyle \Gamma _{k}}, obținând o ecuație diferențială ordinară de ordinul întâi pentru {\displaystyle S_{k}(q_{k})}:
{\displaystyle \psi \left(q_{k},{\frac {dS_{k}}{dq_{k}}}\right)=\Gamma _{k}}
În anumite cazuri, funcția {\displaystyle S} poate fi separată complet în {\displaystyle N} funcții {\displaystyle S_{m}(q_{m})}, obținând:
{\displaystyle S=S_{1}(q_{1})+S_{2}(q_{2})+\cdots +S_{N}(q_{N})-Et}
În astfel de cazuri, problema se rezolvă prin {\displaystyle N} ecuații diferențiale ordinare.
Separabilitatea funcției {\displaystyle S} depinde de Hamiltonian și de modul în care sunt alese coordonatele generalizate. Pentru coordonate ortogonale și Hamiltonian care nu depinde de timp și este pătratic pentru impulsurile generalizate, {\displaystyle S} este complet separabilă dacă energia potențială este separabilă aditiv pentru fiecare coordonată, caz în care, termenul energiei potențiale pentru fiecare coordonată este multiplicat corespunzător printr-un factor dependent de coordonate în termenul impulsului Hamiltonianului (condiția Staeckel). Pentru a ilustra acest lucru, în secțiunea următoare sunt date câteva exemple în coordonate ortogonale.

## Exemplu în coordonate sferice
Hamiltonianul în coordonate sferice poate fi scrie sub forma:
{\displaystyle H={\frac {1}{2m}}\left[p_{r}^{2}+{\frac {p_{\theta }^{2}}{r^{2}}}+{\frac {p_{\phi }^{2}}{r^{2}\sin ^{2}\theta }}\right]+U(r,\theta ,\phi )}
Ecuația Hamilton-Jacobi este complet separabilă în aceste coordonate, demonstrându-se că {\displaystyle U} are forma analoagă cu:
{\displaystyle U(r,\theta ,\phi )=U_{r}(r)+{\frac {U_{\theta }(\theta )}{r^{2}}}+{\frac {U_{\phi }(\phi )}{r^{2}\sin ^{2}\theta }}}
în care {\displaystyle U_{r}(r)}, {\displaystyle U_{\theta }(\theta )} și {\displaystyle U_{\phi }(\phi )} sunt funcții arbitrare. Substituind soluția complet separată {\displaystyle S=S_{r}(r)+S_{\theta }(\theta )+S_{\phi }(\phi )-Et} în ecuația Hamilton-Jacobi, obținem:
{\displaystyle {\frac {1}{2m}}\left({\frac {dS_{r}}{dr}}\right)^{2}+U_{r}(r)+{\frac {1}{2mr^{2}}}\left[\left({\frac {dS_{\theta }}{d\theta }}\right)^{2}+2mU_{\theta }(\theta )\right]+{\frac {1}{2mr^{2}\sin ^{2}\theta }}\left[\left({\frac {dS_{\phi }}{d\phi }}\right)^{2}+2mU_{\phi }(\phi )\right]=E}
Acestă ecuație poate fi rezolvată prin integrări succesive de ecuații diferențiale ordinare, începând cu ecuația {\displaystyle \phi }:
{\displaystyle \left({\frac {dS_{\phi }}{d\phi }}\right)^{2}+2mU_{\phi }(\phi )=\Gamma _{\phi }}
unde {\displaystyle \Gamma _{\phi }} este o constantă de mișcare care elimină dependența de {\displaystyle \phi } din ecuația Hamilton–Jacobi:
{\displaystyle {\frac {1}{2m}}\left({\frac {dS_{r}}{dr}}\right)^{2}+U_{r}(r)+{\frac {1}{2mr^{2}}}\left[\left({\frac {dS_{\theta }}{d\theta }}\right)^{2}+2mU_{\theta }(\theta )+{\frac {\Gamma _{\phi }}{\sin ^{2}\theta }}\right]=E}
Următoarea ecuație diferențială ordinară implică coordonata generalizată {\displaystyle \theta }:
{\displaystyle \left({\frac {dS_{\theta }}{d\theta }}\right)^{2}+2mU_{\theta }(\theta )+{\frac {\Gamma _{\phi }}{\sin ^{2}\theta }}=\Gamma _{\theta }}
în care {\displaystyle \Gamma _{\theta }} este o altă constantă de mișcare care elimină dependența de {\displaystyle \theta } și reduce ecuația Hamilton-Jacobi la ecuația finală diferențială:
{\displaystyle {\frac {1}{2m}}\left({\frac {dS_{r}}{dr}}\right)^{2}+U_{r}(r)+{\frac {\Gamma _{\theta }}{2mr^{2}}}=E}
a cărei integrare completează soluția pentru {\displaystyle S}.

## Exemplu în coordonate cilindrice eliptice
Hamiltonianul în coordonate cilindrice eliptice poate fi scris astfel:
{\displaystyle H={\frac {p_{\mu }^{2}+p_{\nu }^{2}}{2ma^{2}\left(\sinh ^{2}\mu +\sin ^{2}\nu \right)}}+{\frac {p_{z}^{2}}{2m}}+U(\mu ,\nu ,z)}
unde focarul elipsei este localizat în {\displaystyle \pm a}, pe axa {\displaystyle x}. Ecuația Hamilton-Jacobi este complet separabilă în aceste coordonate, demonstrându-se că {\displaystyle U} are o forma analoagă cu:
{\displaystyle U(\mu ,\nu ,z)={\frac {U_{\mu }(\mu )+U_{\nu }(\nu )}{\sinh ^{2}\mu +\sin ^{2}\nu }}+U_{z}(z)}
în care {\displaystyle U_{\mu }(\mu )}, {\displaystyle U_{\nu }(\nu )} și {\displaystyle U_{z}(z)} sunt funcții arbitrare. Substituind soluția complet separabilă {\displaystyle S=S_{\mu }(\mu )+S_{\nu }(\nu )+S_{z}(z)-Et} în ecuația Hamilton-Jacobi, obținem:
{\displaystyle {\frac {1}{2m}}\left({\frac {dS_{z}}{dz}}\right)^{2}+U_{z}(z)+{\frac {1}{2ma^{2}\left(\sinh ^{2}\mu +\sin ^{2}\nu \right)}}\left[\left({\frac {dS_{\mu }}{d\mu }}\right)^{2}+\left({\frac {dS_{\nu }}{d\nu }}\right)^{2}+2ma^{2}U_{\mu }(\mu )+2ma^{2}U_{\nu }(\nu )\right]=E}
Separând prima ecuație diferențială ordinară (funcție numai de z):
{\displaystyle {\frac {1}{2m}}\left({\frac {dS_{z}}{dz}}\right)^{2}+U_{z}(z)=\Gamma _{z}}
obținem ecuația Hamilton–Jacobi redusă (după ce multiplicăm cu 2m și rearanjăm ecuația):
{\displaystyle \left({\frac {dS_{\mu }}{d\mu }}\right)^{2}+\left({\frac {dS_{\nu }}{d\nu }}\right)^{2}+2ma^{2}U_{\mu }(\mu )+2ma^{2}U_{\nu }(\nu )=2ma^{2}\left(\sinh ^{2}\mu +\sin ^{2}\nu \right)\left(E-\Gamma _{z}\right)}
care poate fi separată în două ecuații diferențiale ordinare:
{\displaystyle \left({\frac {dS_{\mu }}{d\mu }}\right)^{2}+2ma^{2}U_{\mu }(\mu )+2ma^{2}\left(\Gamma _{z}-E\right)\sinh ^{2}\mu =\Gamma _{\mu }}
{\displaystyle \left({\frac {dS_{\nu }}{d\nu }}\right)^{2}+2ma^{2}U_{\nu }(\nu )+2ma^{2}\left(\Gamma _{z}-E\right)\sin ^{2}\nu =\Gamma _{\nu }}
care rezolvate, conduc la o soluționare completă a lui {\displaystyle S}.

## Exemplu în coordonate cilindrice parabolice
Hamiltonianul în coordonate cilindrice parabolice poate fi scris sub forma:
{\displaystyle H={\frac {p_{\sigma }^{2}+p_{\tau }^{2}}{2m\left(\sigma ^{2}+\tau ^{2}\right)}}+{\frac {p_{z}^{2}}{2m}}+U(\sigma ,\tau ,z)}
Ecuația Hamilton-Jacobi este complet separabilă în aceste coordonate, demonstrându-se că {\displaystyle U} are o forma analoagă cu:
{\displaystyle U(\sigma ,\tau ,z)={\frac {U_{\sigma }(\sigma )+U_{\tau }(\tau )}{\sigma ^{2}+\tau ^{2}}}+U_{z}(z)}
în care {\displaystyle U_{\sigma }(\sigma )}, {\displaystyle U_{\tau }(\tau )} și {\displaystyle U_{z}(z)} sunt funcții arbitrare. Substituind soluția complet separabilă {\displaystyle S=S_{\sigma }(\sigma )+S_{\tau }(\tau )+S_{z}(z)-Et} în ecuația Hamilton-Jacobi, obținem:
{\displaystyle {\frac {1}{2m}}\left({\frac {dS_{z}}{dz}}\right)^{2}+U_{z}(z)+{\frac {1}{2m\left(\sigma ^{2}+\tau ^{2}\right)}}\left[\left({\frac {dS_{\sigma }}{d\sigma }}\right)^{2}+\left({\frac {dS_{\tau }}{d\tau }}\right)^{2}+2mU_{\sigma }(\sigma )+2mU_{\tau }(\tau )\right]=E}
Separând prima ecuație diferențială ordinară (funcție numai de z):
{\displaystyle {\frac {1}{2m}}\left({\frac {dS_{z}}{dz}}\right)^{2}+U_{z}(z)=\Gamma _{z}}
obținem ecuația Hamilton–Jacobi redusă (după ce multiplicăm cu 2m și rearanjăm ecuația):
{\displaystyle \left({\frac {dS_{\sigma }}{d\sigma }}\right)^{2}+\left({\frac {dS_{\tau }}{d\tau }}\right)^{2}+2mU_{\sigma }(\sigma )+2mU_{\tau }(\tau )=2m\left(\sigma ^{2}+\tau ^{2}\right)\left(E-\Gamma _{z}\right)}
care poate fi separată în două ecuații diferențiale ordinare:
{\displaystyle \left({\frac {dS_{\sigma }}{d\sigma }}\right)^{2}+2mU_{\sigma }(\sigma )+2m\sigma ^{2}\left(\Gamma _{z}-E\right)=\Gamma _{\sigma }}
{\displaystyle \left({\frac {dS_{\tau }}{d\tau }}\right)^{2}+2mU_{\tau }(\tau )+2m\tau ^{2}\left(\Gamma _{z}-E\right)=\Gamma _{\tau }}
care rezolvate, conduc la o soluționare completă a lui {\displaystyle S}.

## Aproximația eikonală și relația cu ecuația lui Schrödinger
Izosuprafața funcției {\displaystyle S(\mathbf {q} ;t)} poate fi determinată la oricare timp t. Mișcarea unei izosuprafețe {\displaystyle S} ca funcție de timp este definită prin mișcarea unei particule dintr-un punct {\displaystyle \mathbf {q} } al izosuprafeței. Mișcarea unei astfel de izosuprafețe poate fi gândită ca o undă care se mișcă prin spațiul {\displaystyle \mathbf {q} }, cu toate că nu se subordonează exact ecuației de undă. Pentru a arăta acest lucru considerăm că {\displaystyle S} reprezintă faza unei unde
{\displaystyle \psi =\psi _{0}e^{iS/\hbar }}
în care {\displaystyle \hbar } este o constantă introdusă pentru a face exponențiala adimensională. Schimbarea în amplitudine a undei poate fi reprezentată printr-un număr complex {\displaystyle S}. Putem rescrie ecuația Hamilton-Jacobi astfel:
{\displaystyle {\frac {\hbar ^{2}}{2m\psi }}\left({\boldsymbol {\nabla }}\psi \right)^{2}-U\psi ={\frac {\hbar }{i}}{\frac {\partial \psi }{\partial t}}}
care este o variantă neliniară a ecuației Schrödinger.
Invers, plecând de la ecuația lui Schrödinger și de la Ansatzul lui {\displaystyle \psi }, obținem: 
{\displaystyle {\frac {1}{2m}}\left({\boldsymbol {\nabla }}S\right)^{2}+U+{\frac {\partial S}{\partial t}}={\frac {i\hbar }{2m}}\nabla ^{2}S}
Limita clasică ({\displaystyle \hbar \rightarrow 0}) a ecuației Schrödinger de mai sus devine identică cu următoarea variantă a ecuației Hamilton-Jacobi:
{\displaystyle {\frac {1}{2m}}\left({\boldsymbol {\nabla }}S\right)^{2}+U+{\frac {\partial S}{\partial t}}=0}

## Ecuația Hamilton–Jacobi în câmp gravitațional
{\displaystyle g^{ik}{\frac {\partial {S}}{\partial {x^{i}}}}{\frac {\partial {S}}{\partial {x^{k}}}}-m^{2}c^{2}=0}
în care {\displaystyle g^{ik}} sunt componentele contravariante ale tensorului metric, m este masa de repaus a particulei, iar c este viteza luminii. 